# Parkinsonia africana
Parkinsonia africana — вид квіткової рослини з родини Fabaceae, поширений у Південній Анголі, Ботсвані та Намібії, а також у Капських і Північних провінціях Південної Африки. Він росте в пустельних або напівпустельних місцях існування, і часто зустрічається на піщаних рівнинах поблизу водних шляхів. Це кущ заввишки 1–3 метри із зеленою корою, яка забезпечує фотосинтез, коли листя скидає. Вид дає жовті квітки та боби від жовтого до коричневого забарвлення. Деревина не тріскається в гарячому стані й використовується для виготовлення курильних трубок.